# Barbados Defense Force SC

El Barbados Defence Force SC es un equipo de fútbol de Barbados que juega en la Primera División de Barbados, la liga de fútbol más importante del país.

## Historia
Fue fundado en la localidad de Paragon como un proyecto denominado Barbados Defence Force Sports Program (BDFSP) hecho por el sistema de la Fuerza de Defensa de Barbados para reclutar y entrenar atletas brindando la oportunidad de mostrar el talento que hay en Barbados en diversas disciplinas, ya que también cuenta con equipos en críquet, tenis de mesa, atletismo y boxeo. Ha sido campeón de liga en 2 ocasiones y ha ganado la Copa de Barbados y el torneo Super 8 en 1 oportunidad.
A nivel internacional ha participado en 1 torneo continental, en el Campeonato de Clubes de la CFU del 2003, el cual por razones desconocidas abandonó en la Primera Ronda.

## Palmarés
- Primera División de Barbados: 6

1995, 2007, 2013, 2014, 2015, 2019
- Barbados FA Cup: 1

1994
- - Finalista: 3

1996, 2005, 2008
- Copa Super 8 de Barbados: 1

2008